# Restauración de antigüedades

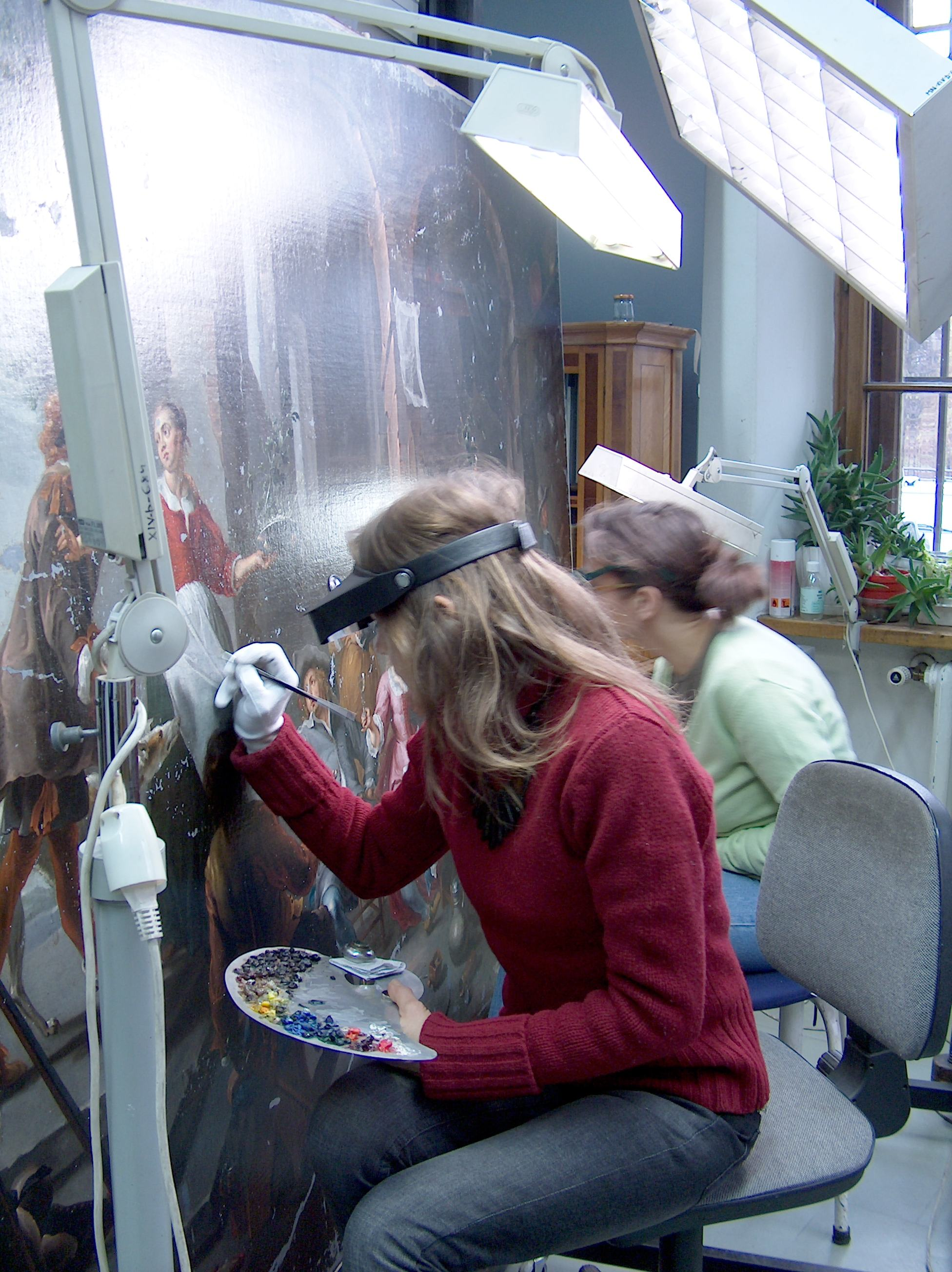
Restauración de antigüedades, Museo Nacional de Varsovia

La restauración de antigüedades  es la restauración de algo antiguo o trabajar con obras de arte para mejorar su condición, o preservar una antigüedad u obra de arte contra un mayor deterioro como en la conservación del arte.

## Restauración

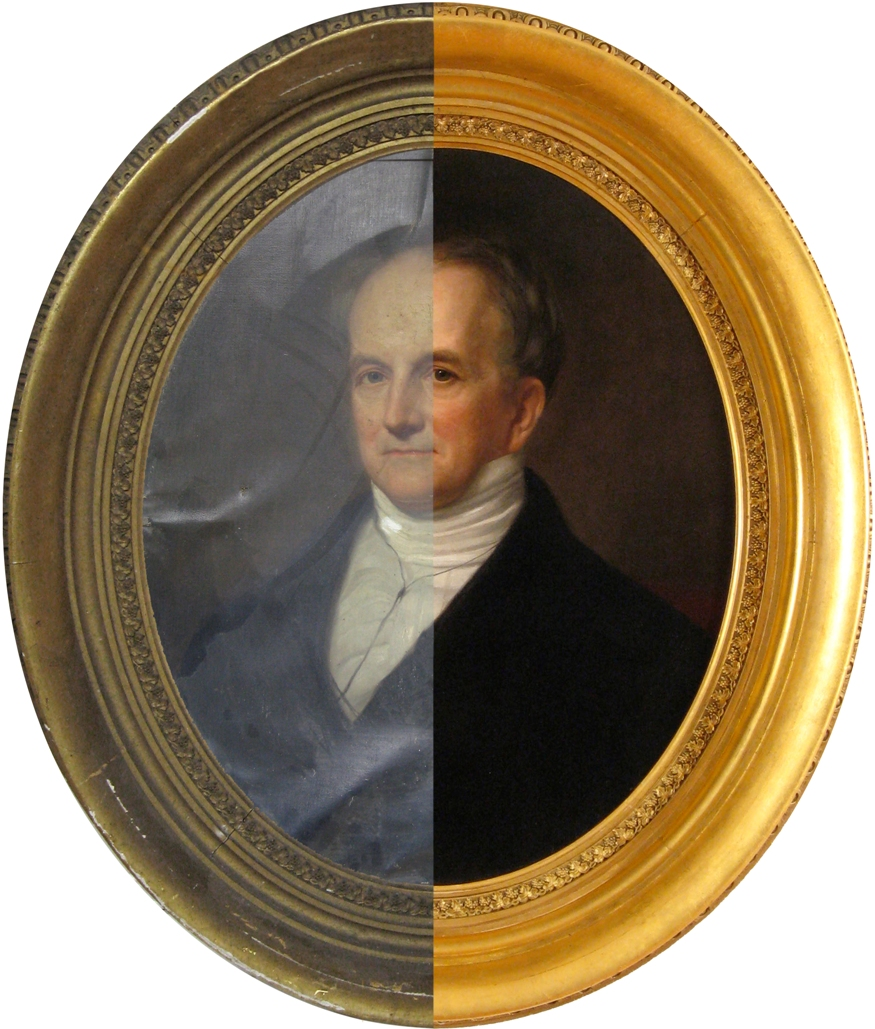
Restauración de pintura y marco, antes y después- foto de Oliver Brothers Fine Art Restoration.

La restauración puede ser tan simple como una limpieza sencilla solo para eliminar la suciedad y mugre, así como la superficie de una pintura, o puede ser una reconstrucción completa o reemplazo, como podría ser el caso de los automóviles antiguos o muebles. Esto se hace a menudo para ponerlo en venta, o por un  coleccionista de arte. Al adquirir una pieza, el principal objetivo de la restauración es "restaurar" el aspecto original o la funcionalidad de esa pieza.
Hay una gran diferencia entre restaurar y reparar. Usted podría lograr que algo funcione con una reparación, pero la restauración de un elemento correctamente es una forma de arte. Los acabados pueden/podrían ser eliminados y rehechos, pero es esencial que se mantenga la pátina original, en caso de ser posible. La extracción de las capas sólo se realiza como último recurso, sobre todo con muebles antiguos. Los motores pueden ser reconstruidos con nuevas piezas según sea necesario, o a los agujeros en una olla de plata se les puede poner parches /. Si bien algunas de estas prácticas no están aceptadas por muchos museos, academias y otros expertos, para muchas personas existe poco valor en una antigüedad que no se puede utilizar o no sea capaz de mostrarse. Una mala restauración es la caída de un restaurador especializado. Trabajar sobre alguna reparación mal hecha por alguien más es la peor situación posible. A menudo, con la restauración de antigüedades, también hay otros temas también. Por ejemplo, algunos coleccionistas valoran la "pátina", o también quieren un artículo que aún tenga su estética que muestre su edad en este sentido, un artículo "sobre restaurado" en realidad puede quitarle valor que si nada como si no se hubiera hecho nada en absoluto. Por lo tanto, la restauración de objetos de valor siempre se debe dejar a los profesionales que son sensibles a todos los problemas, asegurando que una pieza mantenga o aumente su valor después de la restauración.
Las obras de arte originales pueden aguantar todo tipo de daño durante su vida útil. Como curador, tenemos la obligación de recomendar las mejores técnicas para su preservación para las futuras generaciones.
A menudo los restauradores están capacitados, así como también los fabricantes de muebles, mecánico s o metalistería. Algunos tienen años de experiencia en su campo, otros son voluntarios autodidactas. Muchos de los aviones antiguos en todo los Estados Unidos se restauran por ingenieros aeronáuticos capacitados asistidos por voluntarios, algunos de los cuales son hombres que volaron los aviones en esos mismos años.
Dicho eso un solo mueble puede incluir madera, incrustaciones de vidrio, cuero y tela, la restauración de antigüedades abarca varias habilidades. Caldararo estima que el 90 por ciento de los restauradores americanos son autodidactas, o improvisan habilidades de sus antecesores idiosincrásicos.
"El pulido Francés", fue el estándar de la industria en Europa Durante los siglos 18 y 19, pero lo hizo a un lado los métodos más eficientes en la Revolución Industrial. La Laca y los sistemas de aspersión se suplantaron al final del pulimento Francés original, que es poco práctico para la producción de muebles de masa debido al proceso intensivo de aplicación. Así como el deseo de antigüedades estaba inactivo, ni había la necesidad de ser correctamente restaurados, el comercio se ha mantenido vivo de un hilo.

### Terminología de restauración
- Conservación: proceso orientado a para preservar la mayor cantidad de acabados y materiales originales como sea posible mientras la pieza se lleva de nuevo a lo más cercano de su estado original como sea posible.

- Restauración Final: finalizar la restauración es el proceso de traer de vuelta a la vida un acabado existente. Este implica una nueva evaluación del terminado final, laca o barniz originales. Mediante el uso de los solventes originales para licuar los sólidos, y su capacidad para adherirse a la pieza y adentrarte a la pieza.  El proceso también quita la suciedad y la mugre acumulada durante años de uso. Si el acabado es muy fino, se deben poner capas adicionales de la misma: se pueden aplicar para reforzar el acabado restaurado y aumentar su longevidad. La restauración resulta en una clasificación final: por ejemplo, el 85% del acabo original permanece. Entre mas acabado original queda, más valor contiene.

- Preservación: el proceso de detener o frenar el deterioro generalmente no involucra la restauración o intentar devolver la pieza a su estado original. Los daños y el deterioro final se dejan intactos, pero impide deteriorarse aún más. Por lo general, este proceso se realiza en las obras de los museos; Se recomienda un proceso de conservación o restauración para las antigüedades caseras. En la mayoría de los casos se trata de un proceso químico que previene la oxidación de la madera y los metales, y además añade humedad al acabado existente.

- Re-acabado: remover un acabado y aplicar un nuevo acabado en ese lugar. Este proceso quita mucho valor en muebles antiguos y debe evitarse a menos que sea absolutamente necesario.

- Reparación: reforzar la estructura física o reemplazar partes de la pieza original. Puede implicar adicionar nuevos materiales para parecer haber sido alterados o la aplicación de materiales antiguos para mejorar la apariencia de la reparación y preservar el mayor valor posible.

- Restauración de arte: devolver a una pieza lo más cercano posible su condición original incluyendo reparaciones estructurales y acabados.

- Quitar capas: evite pelar las antigüedades casi a cualquier precio, quitar las capas involucra a la inmersión de la pieza en un baño químico que eliminará el acabado, la pátina, y en algunos casos el pegamento que sostiene a la pieza junta. Una pieza que ha sido despojada de una de sus capas, carece sin duda alguna de valor. El recubrimiento puede pelar pero se hincha o puede romperse, y la pieza por lo general vuelve a ser completamente reconstruida. Esto aplica en casos en el que se ha despojado tontamente en el pasado y aplican acabados inapropiados que deben ser removidos.[3]

## Salvación
En el otro extremo, aunque la mayoría de las piezas antiguas severamente dañadas fueron desechadas hace mucho tiempo, hay piezas que, por su diseño o fabricación original o debido a los daños, no vale la pena restaurar pero que están hechos de materiales reutilizables, como la madera dura, ámbar, estaño o marfil. A medida que el número de personas aumenta y el número de árboles y otros productos naturales en el mundo disminuye, la madera y otros materiales se hacen más escasos. Así que el hecho de que el material no fuera de buena calidad cuando se hacía ese trabajo no significa que el material deba ser desechado junto con todo el objeto.

## Ver
- Conservación y restauración, de una obra de arte
- Restauración arquitectónica, trabajo realizado en un edificio en un intento de volver a un estado anterior
- Rehabilitación de vehículos, moblaje, appliances, equipment, etc.
- Cosmetic restoration, restoration work on a vehicle or building which focuses upon its appearance rather than its functionality or structure
- Vehicle restoration, the process of returning a vehicle to a like-new state
  - Automotive restoration, returning a vehicle to a like-new state, or to an idealization or fantasy of its new state, such as for display at a Concours d'Elegance or for competition in a classic car race
  - Restored train
- Garment Restoration, Restoration of clothing after a flood or fire
- Watchmaker, one who fixes or restores mechanical watches